# Megan Fletcher
Megan Fletcher (ur. 2 sierpnia 1989) – brytyjska, a potem irlandzka judoczka. Olimpijka z Tokio 2020, gdzie zajęła siedemnaste miejsce w wadze średniej.
Piąta na mistrzostwach świata w 2021; uczestniczka zawodów w 2018 i 2019. Startowała w Pucharze Świata w latach 2008-2015, 2017 i 2019. Triumfatorka igrzysk wspólnoty narodów w 2014. Siódma na igrzyskach europejskich w 2019 roku.

## Letnie Igrzyska Olimpijskie 2020
| Konkurencja | Eliminacje                | Klas. końcowa |
| Konkurencja | Przeciwnik I              | Miejsce       |
| ----------- | ------------------------- | ------------- |
| 70 kg       | Michaela Polleres (AUT) P | 17.           |